# Copelatus nigricollis
Copelatus nigricollis är en skalbaggsart som beskrevs av Paulino de Oliveira 1880. Copelatus nigricollis ingår i släktet Copelatus och familjen dykare. Inga underarter finns listade i Catalogue of Life.